# Pseudothyastus andamanicus
Pseudothyastus andamanicus är en skalbaggsart som beskrevs av Stefan von Breuning 1938. Pseudothyastus andamanicus ingår i släktet Pseudothyastus och familjen långhorningar. Inga underarter finns listade i Catalogue of Life.